# Franco (bellagradensis)
Franco († 10. Oktober nach 1085) war Bischof in Ungarn und Polen.

## Leben

### Erwähnungen
Für das Jahr 1071 wurde ein Franco als Berater von König Salomon von Ungarn erwähnt, für 1075 ein Bischof Franco als Zeuge in einer Urkunde König Gézas I.
1081 war ein Bischof von Bellagrad (episcopus bellagradensis) Franco im Kloster Saint-Hubert bei Lüttich bei einer Weihe anwesend. 1075 schickte der polnische König Władysław Herman auf Anraten des polnischen Bischofs Franco eine Gesandtschaft mit Geschenken in das Kloster Saint-Gilles in Okzitanien, um für einen männlichen Nachkommen zu bitten. Im Verbrüderungsbuch und im Totenbuch des Klosters Lubiń bei Posen wurde eines Franco gedacht, im Totenbuch des Domkapitels Lüttich eines Bischofs Franco von Veszprém.
Die polnische und ungarische Forschung hält es für schlüssig, dass es sich dabei um eine Person handelt.

### Bellagrad
Der Bischofssitz Bellagrad ist allerdings unklar. Die Bezeichnung leitete sich wahrscheinlich von einem Ort Belgrad her, slawisch aus bel(y) (weiß) und grad (Burg). Möglich wären
- Székesfehérvár, deutsch Stuhlweißenburg, Sitz des ungarischen Königs, 1009 als Alba Civitas, lateinisch für weiße Stadt erstmals erwähnt, allerdings zum Bistum Veszprém gehörend
- Veszprém, deutsch Weißbrunn, seit 1009 Sitz eines Bischofs, allerdings nie als Belgrad, weiße Stadt oder ähnlich bezeichnet. Da Franco im Lütticher Totenbuch als Bischof von Veszprém bezeichnet wurde, trotzdem eine mögliche Zuordnung
- Alba Iulia, deutsch Weißenburg, Hauptort Transsilvaniens/Siebenbürgens, das seit 1009 angeblich auch ein Bistum hatte, allerdings gibt es bis in das frühe 12. Jahrhundert keine weiteren schriftlichen Zeugnisse darüber, sodass dessen Existenz für das 11. Jahrhundert unsicher ist, auch der Sitz in Weißenburg ist erst im 12. Jahrhundert erwähnt[2]
- Belgrad in Serbien, damals auch zu Ungarn gehörend, ein römisch-katholisches Bistum ist für diese Zeit dort nicht bekannt
- Belgard (Białogard) in Pommern, hier gab es nie einen Bischofssitz, dafür aber 1000 kurzzeitig im nahegelegenen Kolberg[3]

### Leben
Daraus ergäbe sich, dass Franco wahrscheinlich aus der Umgebung von Lüttich in Lothringen stammte, nach Ungarn ging, dort spätestens 1075 Bischof war. 1081 hielt er sich zeitweise wieder bei Lüttich auf, mit dem Titel eines ungarischen (oder pommerschen?) Bischofs, und ging dann nach Polen, wo er 1085 Bischof von Posen war. Er hatte Kontakte zum Kloster Lubiń, das kurz vorher mit Mönchen aus Lüttich gegründet worden war.